# ヴォラーレ・エアラインズ (イタリア)

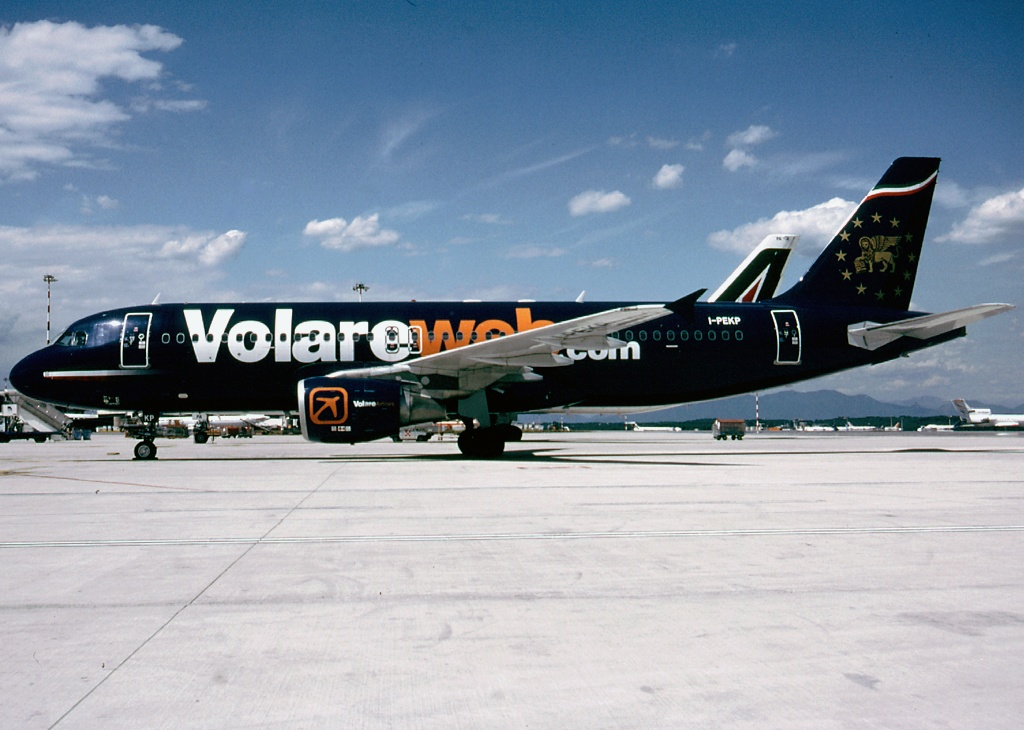
エアバス A320-200

ヴォラーレ・エアラインズ（VolareWeb.com）はイタリアの格安航空会社。経営主体はアリタリアの子会社であるVolare Spa.である。
なお、ウクライナの同名の航空会社ヴォラーレ・エアラインズとは無関係である。
なお、資金難のため、2004年に倒産している。

## 概要
1997年に北イタリアのティエーネ（Thiene）で創業し、1998年よりチャーター便の運航を開始。1999年からは定期便の運航を開始した。一時期はイタリアとスペイン、ドイツ、フランス、ベルギー、チェコ、エストニア、ルーマニアを結ぶ多くの路線を運航し、日本にもチャーター便でたびたび飛来していたが、2005年11月には資金難から運航を停止、破産を通告された。
2005年12月、アリタリア傘下となり、2006年5月15日より旧Volare Groupから新しく発足したVolare Spaへと移管された。
現在はイタリア国内線のほか、国際線はパリ・オルリー空港と自社のハブ空港のミラノ・リナーテ国際空港間の路線を運航している。

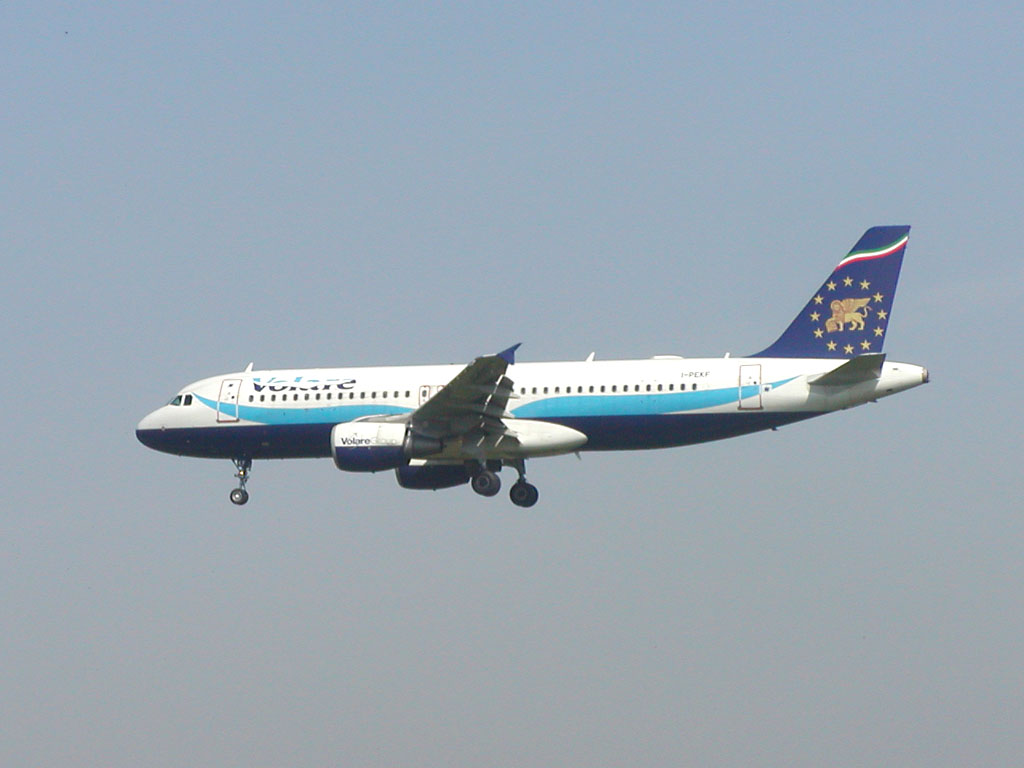
ヴォラーレエアラインズのA320

## 保有機材
当航空会社の機材は以下の航空機で構成される 
- エアバス A320-200
- エアバスA321
- エアバスA330−200
- ボーイングB757−200
- ボーイングB767−300
- マグネドル・ダグラスMD−90